# Campeonato Europeo de Ómnium masculino
El Campeonato de Europa de Ómnium masculino es el campeonato de Europa de Ómnium organizado anualmente por la UEC.
Cuando se creó  había dos modalidades, la Ómnium Endurance (formado por una cursa por puntos, una de Persecución individual, una carrera scratch y una cursa por eliminación) y la Ómnium Sprint (formado por una prueba de 200 metros lanzados, una de keirin, una carrera por eliminación y una de velocidad).
El 2010, coincidiendo con su entrada a los Campeonatos de Europa de ciclismo en pista, se unificaron en el llamado Ómnium Olímpico (formado por una prueba de 250 metros lanzados, una carrera por puntos, una de Persecución individual, una cursa scratch, una carrera por eliminación y una contrarreloj de 1000 metros.)

## Palmarés

### Ómnium Endurance
| Evento   | Oro                 | Plata               | Bronce                |
| -------- | ------------------- | ------------------- | --------------------- |
| 1956     | Armin von Büren     | Jacques Bellenger   | Rik Van Steenbergen   |
| 1959     | Rik Van Steenbergen | Palle Lykke         | Günther Ziegler       |
| 1961     | Fritz Pfenninger    | Peter Post          | Rik Van Steenbergen   |
| 1962 (1) | Palle Lykke         | Rik Van Steenbergen | Fritz Pfenninger      |
| 1962 (2) | Rudi Altig          | Peter Post          | Rik Van Steenbergen   |
| 1964     | Peter Post          | Fritz Pfenninger    | Hans Junkermann       |
| 1965 (1) | Patrick Sercu       | Peter Post          | Ferdinand Bracke      |
| 1965 (2) | Rudi Altig          | Rik Van Steenbergen | Peter Post            |
| 1967     | Patrick Sercu       | Peter Post          | Tom Simpson           |
| 1968     | Patrick Sercu       | Eddy Merckx         | Ron Baensch           |
| 1969     | Patrick Sercu       | Peter Post          | Robert Lelangue       |
| 1970 (1) | Patrick Sercu       | Eddy Merckx         | Peter Post            |
| 1970 (2) | Patrick Sercu       | Rudi Altig          | Peter Post            |
| 1972 (1) | Patrick Sercu       | Graeme Gilmore      | René Pijnen           |
| 1972 (2) | Patrick Sercu       | Graeme Gilmore      | Alain Van Lancker     |
| 1973     | Graeme Gilmore      | Leo Duyndam         | Günther Haritz        |
| 1975 (1) | Eddy Merckx         | Alain Van Lancker   | Roy Schuiten          |
| 1975 (2) | Patrick Sercu       | Günther Haritz      | Danny Clark           |
| 1977 (1) | Patrick Sercu       | Danny Clark         | Freddy Maertens       |
| 1977 (2) | Danny Clark         | Roman Hermann       | Freddy Maertens       |
| 1978     | Danny Clark         | Patrick Sercu       | Dietrich Thurau       |
| 1980 (1) | Patrick Sercu       | Danny Clark         | Roman Hermann         |
| 1980 (2) | Urs Freuler         | Anthony Doyle       | Patrick Sercu         |
| 1981     | Urs Freuler         | Robert Dill-Bundi   | Roman Hermann         |
| 1982     | Gert Frank          | Urs Freuler         | Anthony Doyle         |
| 1983     | Danny Clark         | Gert Frank          | Urs Freuler           |
| 1984     | Danny Clark         | Josef Kristen       | Ferdi Van Den Haute   |
| 1985     | Josef Kristen       | Urs Freuler         | Sigmund Hermann       |
| 1987 (1) | Danny Clark         | Urs Freuler         | Pierangelo Bincoletto |
| 1987 (2) | Urs Freuler         | Josef Kristen       | Volker Diehl          |
| 1988     | Anthony Doyle       | Volker Diehl        | Michael Marcussen     |
| 1989     | Etienne De Wilde    | Peter Pieters       | Konstantin Khrabsov   |
| 1990     | Konstantin Khrabsov | Jens Veggerby       | Philippe Tarantini    |
| 1995     | Peter Pieters       | Franz Stocher       | Jérôme Neuville       |
| 1996     | Jérôme Neuville     | Guido Fulst         | Peter Pieters         |
| 1997     | Jérôme Neuville     | Robert Hayles       | Guido Fulst           |
| 1998     | Olaf Pollack        | Mario Vonhof        | Robert Karśnicki      |
| 1999     | Robert Karśnicki    | Lubor Tesař         | Vassil Iàkovliev      |
| 2001     | Franco Marvulli     | Alexander Aeschbach | Franz Stocher         |
| 2002     | Franco Marvulli     | Alexander Aeschbach | Roland Garber         |
| 2003     | Franco Marvulli     | Lyubomyr Polatayko  | Angelo Ciccone        |
| 2004     | Aleksei Màrkov      | Angelo Ciccone      | Petr Lazar            |
| 2005     | Linas Balciunas     | Tomas Vaitkus       | Konstantin Ponomarev  |
| 2006     | Jens Mouris         | Rafał Ratajczyk     | Franco Marvulli       |
| 2007     | Unai Elorriaga      | Rafał Ratajczyk     | Jens Mouris           |
| 2008     | Wim Stroetinga      | Robert Bartko       | Elia Viviani          |
| 2009     | Rafał Ratajczyk     | Robert Bartko       | Unai Elorriaga        |

### Ómnium Sprint
| Evento | Oro              | Plata              | Bronce                 |
| ------ | ---------------- | ------------------ | ---------------------- |
| 1995   | Eyk Pokorny      | José Manuel Moreno | José Antonio Escuredo  |
| 1996   | Ainārs Ķiksis    | Pavel Buráň        | Laurent Gané           |
| 1997   | Eyk Pokorny      | Jens Fiedler       | Ainārs Ķiksis          |
| 1998   | Viesturs Berzin  | Ainārs Ķiksis      | Pavel Buráň            |
| 1999   | John Giletto     | Pavel Buráň        | Roberto Chiappa        |
| 2001   | Pavel Buráň      | Ainārs Ķiksis      | Viesturs Berzin        |
| 2002   | Ainārs Ķiksis    | Pavel Buráň        | Viesturs Berzin        |
| 2003   | Ainārs Ķiksis    | Ivan Vrba          | Pavel Buráň            |
| 2004   | Damian Zieliński | Grzegorz Krejner   | Pavel Buráň            |
| 2005   | Marco Jäger      | Teun Mulder        | Sergey Ruban           |
| 2006   | Tim Veldt        | Damian Zieliński   | Kasper Lindholm Jessen |
| 2007   | Teun Mulder      | François Pervis    | Arnaud Tournant        |
| 2008   | Theo Bos         | Tim Veldt          | François Pervis        |
| 2009   | Denis Špička     | François Pervis    | Andriy Vynokourov      |

### Ómnium Olímpico
| Evento | Oro            | Plata               | Bronce             |
| ------ | -------------- | ------------------- | ------------------ |
| 2010   | Roger Kluge    | Tim Veldt           | Rafał Ratajczyk    |
| 2011   | Edward Clancy  | Bryan Coquard       | Elia Viviani       |
| 2012   | Lucas Liss     | Artur Ierxov        | Gediminas Bagdonas |
| 2013   | Víktor Manakov | Tim Veldt           | Martyn Irvine      |
| 2014   | Elia Viviani   | Jonathan Dibben     | Unai Elorriaga     |
| 2015   | Elia Viviani   | Lasse Norman Hansen | Jonathan Dibben    |
| 2016   | Albert Torres  | Gaël Suter          | Benjamin Thomas    |